# Anceya terebriformis
Anceya terebriformis é uma espécie de gastrópode da família Thiaridae.
Pode ser encontrada nos seguintes países: República Democrática do Congo e Tanzânia.